# Курайска степ
Курайската степ (на руски: Курайская степь) е междупланинска котловина в югоизточната част на Република Алтай, Русия. Разположена е в източната част на планината Алтай между Северочуйския хребет на юг и Курайския хребет на север в средното течение на река Чуя (десен приток на Катун, лява съставяща на Об) на височина 1500 – 1600 m. Дължина от запад-северозапад на изток-югоизток 25 km, ширина 15 – 20 km. Северният ѝ склон е стръмен и къс, а южния – полегат. Плоското ѝ дъно е съставено от система от речни тераси на река Чуя и е изградено от пясъчно-чакълести езерни седименти, препокрити по периферията от моренни наслаги. В западната ѝ част преобладават сухите високопланински, а на юг и изток – опустинените степи, развити върху кафяви и светлокафяви почви. В средата на котловината е разположено село Курай, а по цялото ѝ протежение преминава участък от Федерално шосе № М-52, т.нар. „Чуйски тракт“.

## Топографска карта
- Лист от карта M-45-XVI Акташ. Мащаб: 1 : 200 000. Указать дату выпуска/состояния местности.
- Лист от карта M-45-XVII Ортолык. Мащаб: 1 : 200 000. Указать дату выпуска/состояния местности.